# Bohrs Tårn
Bohrs Tårn ligger i Carlsberg Byen, Köpenhamn och är med sina 100 meter Danmarks femte högsta skyskrapa. Bohrs Tårn är en del av ett stort byggprojekt med flera nya byggnader i det gamla industriområdet vid Carlsberg. Inflyttning skedde 2017.